# پلاک وسایل نقلیه جمهوری آذربایجان

پلاک وسایل نقلیه در جمهوری آذربایجان

در جمهوری آذربایجان، پلاک وسایل نقلیه معمولاً از دو رقم، خط تیره، دو حرف، خط تیره و سپس سه رقم تشکیل شده و با فونت سیاه بر روی یک زمینه سفید نوشته شده است. اندازه پلاک‌ها به شکل پلاک‌های اروپایی بوده و در سمت چپ، شامل کد کشور آذربایجان (AZ) و پرچم جمهوری آذربایجان می‌باشد.

## کد‌های مناطق
دو عدد اول نشان دهنده منطقه محل سکونت مالک است.
| - ۱۰ - باکو - ۹۰ - باکو - ۱۸ - شیروان - ۵۰ - سومقاییت - ۵۵ - شکی - ۲۴ - حاجی‌قبول - ۱۴ - دوه‌چی | - ۰۱ - آبشوران - ۱۵ - جلیل آباد - ۴۵ - مینگچویر - ۲۰ - گنجه - ۲۲ - گورانبوی - ۵۲ - سالیان - ۶۰ - تووز |

## پلاک‌های ویژه
- پلاک‌های دولتی: به صورت XX-AA-XXX می‌باشند.
- نهاد ریاست جمهوری: به صورت XX-PA-XXX می‌باشند.
- تریلر: همانند پلاک‌های معمولی با این تفاوت که بدون خط تیره هستند.